# Ptygura stephanion
Ptygura stephanion är en hjuldjursart som först beskrevs av Anderson 1889.  Ptygura stephanion ingår i släktet Ptygura och familjen Flosculariidae. Inga underarter finns listade i Catalogue of Life.